# Сальволини, Франческо
Франческо Сальволини, Франсуа Сальволини (итал. Francesco Salvolini; 1809 или 1810, Фаэнца — февраль 1838, Париж) — итальянский египтолог, более всего известный его совместной работой с французским египтологом Франсуа Шампольоном над расшифровкой древнеегипетских иероглифов в конце жизни Шампольона. Установлено, что он обладал некоторым количеством рукописей Шампольона, которые в дальнейшим использовал для собственных публикаций и изложенное в них выдавал за собственные открытия.
В 1831 году он учился у Шампольона по рекомендации Констанцо Гаццеры, до этого завершив обучение на факультете восточных языков Болонского университета. В период агонии Шампольона в 1832 году Сальволини имел свободный доступ ко всем рукописям в кабинете своего наставника. Вскоре после смерти Франсуа Шампольона его старший брат Жан Жозеф начал собирать его рукописи и обнаружил, что значительное их количество отсутствует. Сальволини немедленно оказался под подозрением, хотя категорически отрицал все обвинения. Вскоре, однако, он начал издавать якобы новые работы по расшифровке иероглифов под своим именем, которые получили научное признание. К 1836 году, когда Жан Жозеф Шампольон издал первый том «Древнеегипетской грамматики» своего покойного младшего брата, в академическом сообществе начало усиливаться недоверие к Сальволини, поскольку становилось ясно, что как минимум часть изданных работ на деле ему не принадлежала.
Сальволини скончался в феврале 1838 года, после чего в его бумагах были обнаружены недостающие рукописи Шампольона. В современной Италии, однако, до сих пор предпринимаются попытки его реабилитации.
Основные работы: «Главные высказывания, служащие для обозначения дат на памятниках Древнего Египта в соответствии с надписью на Розеттском камне» (Париж, 1835) и «Кампании Рамзеса Великого против Шета» (Париж, 1835). Его труд «Грамматический анализ с рассуждением о различных древнеегипетских текстах» (Париж, 1836) остался неоконченным.